# Deleksykalizacja
Deleksykalizacja – rodzaj chwytu stylistycznego, który ma za istotę odwołanie się do określonej etymologii użytego wyrazu w danej wypowiedzi. Ten chwyt jest stosowany do uzyskiwania efektu humorystycznego.